# لوري والترز
لوري والترز (بالإنجليزية: Laurie Walters)‏ هي ممثلة أمريكية، ولدت في 8 يناير 1947 في سان فرانسيسكو في الولايات المتحدة.

## وصلات خارجية
- لوري والترز على موقع IMDb (الإنجليزية)
- لوري والترز على موقع ألو سيني (الفرنسية)
- لوري والترز على موقع أول موفي (الإنجليزية)
- لوري والترز على موقع قاعدة بيانات الأفلام السويدية (السويدية)
- لوري والترز على موقع إن إن دي بي (الإنجليزية)
- لوري والترز على موقع قاعدة بيانات الفيلم (الإنجليزية)
- لوري والترز على موقع كينوبويسك (الروسية)